# 2020-as WTCR német nagydíj
A 2020-as WTCR német nagydíj volt a 2020-as túraautó-világkupa második versenyhétvégéje. A helyszín a Zöld Pokol becenéven is ismert Nordschleife. Mivel a széria a Nürburgringi 24 órás autóversennyel közös hétvégén szerepelt, így az időbeosztás is rendhagyó volt, ugyanis a hétvége az első két szebededzéssel és az időméréssel már szeptember 24-én, csütörtökön kezdetetét vette, míg a két futamra szeptember 25-26-án, pénteken illetve szombaton került sor. További változás a széria többi versenyhétvégéjéhez képest, hogy a Nordschleifén az időbeosztás illetve a pálya adottságai miatt egy etapból álló, 40 perces időmérő edzést tartottak. A hétvégén eredetileg 20 versenyző szerepelt volna, azonban közvetlenül a szabadedzések előtt a Hyundai partnercsapatai visszaléptek a hétvégén való részvételtől. Szabadkártyás nevezés pedig nem érkezett a Nordschleiféra.

## Előzetes nevezési lista
| Csapat                                    | Autó                            | #   | Versenyző              | Kategória | Kategória |
| ----------------------------------------- | ------------------------------- | --- | ---------------------- | --------- | --------- |
| BRC Hyundai N LUKOIL Squadra Corse        | Hyundai i30 N TCR               | 1   | Michelisz Norbert      |           |           |
| BRC Hyundai N LUKOIL Squadra Corse        | Hyundai i30 N TCR               | 30  | Gabriele Tarquini      |           |           |
| Engstler Hyundai N Liqui Moly Racing Team | Hyundai i30 N TCR               | 8   | Luca Engstler          | Újonc     | Újonc     |
| Engstler Hyundai N Liqui Moly Racing Team | Hyundai i30 N TCR               | 88  | Nick Catsburg          |           |           |
| Vuković Motorsport                        | Renault Mégane RS TCR           | 7   | Jack Young             | Újonc     | Trophy    |
| ALL-INKL.DE Münnich Motorsport            | Honda Civic Type R TCR (FK8)    | 9   | Tassi Attila           |           |           |
| ALL-INKL.DE Münnich Motorsport            | Honda Civic Type R TCR (FK8)    | 18  | Tiago Monteiro         |           |           |
| ALL-INKL.COM Münnich Motorsport           | Honda Civic Type R TCR (FK8)    | 29  | Néstor Girolami        |           |           |
| ALL-INKL.COM Münnich Motorsport           | Honda Civic Type R TCR (FK8)    | 86  | Esteban Guerrieri      |           |           |
| Cyan Performance Lynk & Co                | Lynk & Co 03 TCR                | 11  | Thed Björk             |           |           |
| Cyan Performance Lynk & Co                | Lynk & Co 03 TCR                | 12  | Santiago Urrutia       |           |           |
| Cyan Racing Lynk & Co                     | Lynk & Co 03 TCR                | 68  | Yann Ehrlacher         |           |           |
| Cyan Racing Lynk & Co                     | Lynk & Co 03 TCR                | 100 | Yvan Muller            |           |           |
| Comtoyou Racing                           | Audi RS 3 LMS TCR               | 16  | Gilles Magnus          | Újonc     | Trophy    |
| Comtoyou Racing DHL Team Audi Sport       | Audi RS 3 LMS TCR               | 23  | Nathanaël Berthon      | Trophy    | Trophy    |
| Comtoyou Racing DHL Team Audi Sport       | Audi RS 3 LMS TCR               | 31  | Tom Coronel            | Trophy    | Trophy    |
| Zengő Motorsport Services KFT             | Cupra León Competición TCR      | 55  | Boldizs Bence          | Újonc     | Trophy    |
| Zengő Motorsport Services KFT             | Cupra León Competición TCR      | 96  | Mikel Azcona           |           |           |
| Zengő Motorsport Services KFT             | Cupra León Competición TCR      | 99  | Kismarty-Lechner Gábor | Trophy    | Trophy    |
| Team Mulsanne                             | Alfa Romeo Giulietta Veloce TCR | 69  | Jean-Karl Vernay       | Trophy    | Trophy    |
| Forrás:                                   |                                 |     |                        |           |           |

| Ikon   | Kategória                                                          |
| ------ | ------------------------------------------------------------------ |
| Újonc  | Versenyző, aki jogosult az FIA Rookie award kategória részvételén. |
| Trophy | Versenyző, aki jogosult a WTCR Trophy kategória részvételén.       |

## Első szabadedzés
Az első szabadedzést szeptember 24-én, csütörtökön tartották 14 óra 30 perces kezdéssel. A versenyzőknek 30 perc állt rendelkezésre az első gyakorlás során.
| Poz.    | #   | Versenyző              | Csapat                              | Autó                            | Kategória | Kategória | Köridő    | Különbség | Körszám |
| ------- | --- | ---------------------- | ----------------------------------- | ------------------------------- | --------- | --------- | --------- | --------- | ------- |
| 1.      | 9   | Tassi Attila           | ALL-INKL.DE Münnich Motorsport      | Honda Civic Type R TCR          |           |           | 8:54,502  |           | 3       |
| 2.      | 68  | Yann Ehrlacher         | Cyan Racing Lynk & Co               | Lynk & Co 03 TCR                |           |           | 8:55,481  | +0,929    | 3       |
| 3.      | 16  | Gilles Magnus          | Comtoyou Racing                     | Audi RS3 LMS TCR                | Újonc     | Trophy    | 8:55,525  | +0,973    | 2       |
| 4.      | 29  | Néstor Girolami        | ALL-INKL.COM Münnich Motorsport     | Honda Civic Type R TCR          |           |           | 8:56,410  | +1,858    | 3       |
| 5.      | 17  | Nathanaël Berthon      | Comtoyou Racing DHL Team Audi Sport | Audi RS3 LMS TCR                |           | Trophy    | 8:57,476  | +2,924    | 3       |
| 6.      | 100 | Yvan Muller            | Cyan Racing Lynk & Co               | Lynk & Co 03 TCR                |           |           | 8:58,145  | +3,593    | 2       |
| 7.      | 31  | Tom Coronel            | Comtoyou Racing DHL Team Audi Sport | Audi RS3 LMS TCR                |           | Trophy    | 9:00,682  | +6,130    | 2       |
| 8.      | 86  | Esteban Guerrieri      | ALL-INKL.COM Münnich Motorsport     | Honda Civic Type R TCR          |           |           | 9:00,870  | +6,318    | 2       |
| 9.      | 69  | Jean-Karl Vernay       | Team Mulsanne                       | Alfa Romeo Giulietta Veloce TCR |           | Trophy    | 9:01,180  | +6,628    | 2       |
| 10.     | 96  | Mikel Azcona           | Zengő Motorsport Services KFT       | Cupra León Competición TCR      |           |           | 9:02,285  | +7,733    | 2       |
| 11.     | 18  | Tiago Monteiro         | ALL-INKL.DE Münnich Motorsport      | Honda Civic Type R TCR          |           |           | 9:02,736  | +8,184    | 2       |
| 12.     | 12  | Santiago Urrutia       | Cyan Performance Lynk & Co          | Lynk & Co 03 TCR                |           |           | 9:03,252  | +8,700    | 2       |
| 13.     | 11  | Thed Björk             | Cyan Performance Lynk & Co          | Lynk & Co 03 TCR                |           |           | 9:04,666  | +10,114   | 1       |
| 14.     | 7   | Jack Young             | Vuković Motorsport                  | Renault Mégane R.S. TCR         | Újonc     | Trophy    | 9:10,097  | +15,545   | 2       |
| 15.     | 96  | Boldizs Bence          | Zengő Motorsport Services KFT       | Cupra León Competición TCR      | Újonc     | Trophy    | 9:36,548  | +41,996   | 2       |
| 16.     | 99  | Kismarty-Lechner Gábor | Zengő Motorsport Services KFT       | Cupra León Competición TCR      |           | Trophy    | 10:48,722 | +1:54,170 | 2       |
| Forrás: |     |                        |                                     |                                 |           |           |           |           |         |

- Újonc — Újonc résztvevők
- Trophy — WTCR Trophy résztvevők

## Második szabadedzés
A második szabadedzésre az első leintését követően negyedórával került sor, azaz a versenyzők 15 óra 15 perckor hajthattak ki a pályára, hogy megkezdhessék a 30 percből álló gyakorlást.
| Poz.    | #   | Versenyző              | Csapat                              | Autó                            | Kategória | Kategória | Köridő    | Különbség | Körszám |
| ------- | --- | ---------------------- | ----------------------------------- | ------------------------------- | --------- | --------- | --------- | --------- | ------- |
| 1.      | 9   | Tassi Attila           | ALL-INKL.DE Münnich Motorsport      | Honda Civic Type R TCR          |           |           | 8:55,051  |           | 2       |
| 2.      | 100 | Yvan Muller            | Cyan Racing Lynk & Co               | Lynk & Co 03 TCR                |           |           | 8:56,334  | +1,283    | 2       |
| 3.      | 11  | Thed Björk             | Cyan Performance Lynk & Co          | Lynk & Co 03 TCR                |           |           | 8:56,406  | +1,355    | 2       |
| 4.      | 16  | Gilles Magnus          | Comtoyou Racing                     | Audi RS3 LMS TCR                | Újonc     | Trophy    | 8:56,710  | +1,659    | 1       |
| 5.      | 69  | Jean-Karl Vernay       | Team Mulsanne                       | Alfa Romeo Giulietta Veloce TCR |           | Trophy    | 8:59,410  | +4,359    | 1       |
| 6.      | 17  | Nathanaël Berthon      | Comtoyou Racing DHL Team Audi Sport | Audi RS3 LMS TCR                |           | Trophy    | 9:00,296  | +5,245    | 2       |
| 7.      | 29  | Néstor Girolami        | ALL-INKL.COM Münnich Motorsport     | Honda Civic Type R TCR          |           |           | 9:01,430  | +6,379    | 1       |
| 8.      | 68  | Yann Ehrlacher         | Cyan Racing Lynk & Co               | Lynk & Co 03 TCR                |           |           | 9:01,963  | +6,912    | 2       |
| 9.      | 18  | Tiago Monteiro         | ALL-INKL.DE Münnich Motorsport      | Honda Civic Type R TCR          |           |           | 9:10,672  | +15,621   | 1       |
| 10.     | 31  | Tom Coronel            | Comtoyou Racing DHL Team Audi Sport | Audi RS3 LMS TCR                |           | Trophy    | 9:12,314  | +17,263   | 1       |
| 11.     | 86  | Esteban Guerrieri      | ALL-INKL.COM Münnich Motorsport     | Honda Civic Type R TCR          |           |           | 9:13,045  | +17,994   | 1       |
| 12.     | 96  | Mikel Azcona           | Zengő Motorsport Services KFT       | Cupra León Competición TCR      |           |           | 9:15,875  | +20,824   | 1       |
| 13.     | 99  | Kismarty-Lechner Gábor | Zengő Motorsport Services KFT       | Cupra León Competición TCR      |           | Trophy    | 10:24,524 | +1:29,473 | 3       |
| 14.     | 55  | Boldizs Bence          | Zengő Motorsport Services KFT       | Cupra León Competición TCR      | Újonc     | Trophy    | 12:10,165 | +3:15,114 | 1       |
| 15.     | 7   | Jack Young             | Vuković Motorsport                  | Renault Mégane R.S. TCR         | Újonc     | Trophy    |           |           | 0       |
| 16.     | 12  | Santiago Urrutia       | Cyan Performance Lynk & Co          | Lynk & Co 03 TCR                |           |           |           |           | 0       |
| Forrás: |     |                        |                                     |                                 |           |           |           |           |         |

- Újonc — Újonc résztvevők
- Trophy — WTCR Trophy résztvevők

## Időmérő edzés
Az ezúttal egy etapból álló időmérést szeptember 24-én tartották 19 órás kezdéssel, a versenyzőknek 40 percük volt, hogy megfussák leggyorsabb köreiket.
| Poz.                                         | #   | Versenyző                | Csapat                              | Autó                            | Kategória | Kategória | Köridő    | Pont |
| -------------------------------------------- | --- | ------------------------ | ----------------------------------- | ------------------------------- | --------- | --------- | --------- | ---- |
| 1.                                           | 29  | Néstor Girolami          | ALL-INKL.COM Münnich Motorsport     | Honda Civic Type R TCR          |           |           | 8:51,802  | 5    |
| 2.                                           | 68  | Yann Ehrlacher           | Cyan Racing Lynk & Co               | Lynk & Co 03 TCR                |           |           | 8:52,965  | 4    |
| 3.                                           | 9   | Tassi Attila             | ALL-INKL.DE Münnich Motorsport      | Honda Civic Type R TCR          |           |           | 8:54,091  | 3    |
| 4.                                           | 11  | Thed Björk               | Cyan Performance Lynk & Co          | Lynk & Co 03 TCR                |           |           | 8:54,870  | 2    |
| 5.                                           | 31  | Tom Coronel              | Comtoyou Racing DHL Team Audi Sport | Audi RS3 LMS TCR                |           | Trophy    | 8:55,087  | 1    |
| 6.                                           | 96  | Mikel Azcona*            | Zengő Motorsport Services KFT       | Cupra León Competición TCR      |           |           | 8:55,241  |      |
| 7.                                           | 86  | Esteban Guerrieri        | ALL-INKL.COM Münnich Motorsport     | Honda Civic Type R TCR          |           |           | 8:55,590  |      |
| 8.                                           | 69  | Jean-Karl Vernay**       | Team Mulsanne                       | Alfa Romeo Giulietta Veloce TCR |           | Trophy    | 8:56,264  |      |
| 9.                                           | 17  | Nathanaël Berthon***     | Comtoyou Racing DHL Team Audi Sport | Audi RS3 LMS TCR                |           | Trophy    | 8:56,377  |      |
| 10.                                          | 100 | Yvan Muller              | Cyan Racing Lynk & Co               | Lynk & Co 03 TCR                |           |           | 8:56,981  |      |
| 11.                                          | 16  | Gilles Magnus            | Comtoyou Racing                     | Audi RS3 LMS TCR                | Újonc     | Trophy    | 8:58,999  |      |
| 12.                                          | 18  | Tiago Monteiro           | ALL-INKL.DE Münnich Motorsport      | Honda Civic Type R TCR          |           |           | 9:02,573  |      |
| 13.                                          | 7   | Jack Young               | Vuković Motorsport                  | Renault Mégane R.S. TCR         | Újonc     | Trophy    | 9:05,523  |      |
| Nem érték el a 105%-os időlimitet (9:18,393) |     |                          |                                     |                                 |           |           |           |      |
| 14.                                          | 99  | Kismarty-Lechner Gábor** | Zengő Motorsport Services KFT       | Cupra León Competición TCR      |           | Trophy    | 10:40,456 |      |
| 15.                                          | 55  | Boldizs Bence            | Zengő Motorsport Services KFT       | Cupra León Competición TCR      | Újonc     | Trophy    | —         |      |
| 16.                                          | 12  | Santiago Urrutia****     | Cyan Performance Lynk & Co          | Lynk & Co 03 TCR                |           |           | —         |      |
| Forrás:                                      |     |                          |                                     |                                 |           |           |           |      |

- Újonc — Újonc résztvevők
- Trophy — WTCR Trophy résztvevők
- * — Mikel Azcona összesen 7 rajthelyes büntetést kapott a szombati futamra, Code 60 szabálysértésért, valamint amiért a bokszutca gyors sávján sisak nélkül vezette autóját.[11]
- ** — Jean-Karl Vernay valamint Kismarty-Lechner Gábor autójában motort kellett cserélni, így a mezőny végéről indulhatnak az első futamon.[11]
- *** — Nathanaël Berthon szintén 7 rahthelyes büntetést kapott a szombati futamra a Code 60 szakasz alatti szabályszegéséért, valamint 600 eurós bírságot, amiért a tankolás ideje alatt az autójában tartózkodott.[11]
- **** — Santiago Urrutia köridejeit törölték, miután az időmérő edzést követően a jelzés ellenére elmulasztotta az autó súlymérését[11]

## Első futam
Az első futamot szeptember 25-én pénteken rendezték 16 óra 20 perces kezdéssel. Mivel a pályán esős körülmények uralkodtak így a résztvevők egy kört a biztonsági autó mögött tettek meg a pálya rövidebb, úgynevezett GP szakaszán, majd ezután kezdődhetett meg a 3 körből álló verseny.
| Poz.    | #   | Versenyző              | Csapat                              | Autó                            | Kategória | Kategória | Körszám | Versenyidő/Kiesés oka | Rajthely | Pont |
| ------- | --- | ---------------------- | ----------------------------------- | ------------------------------- | --------- | --------- | ------- | --------------------- | -------- | ---- |
| 1.      | 29  | Esteban Guerrieri      | ALL-INKL.COM Münnich Motorsport     | Honda Civic Type R TCR          |           |           | 3       | 31:14,425             | 2        | 25   |
| 2.      | 100 | Yvan Muller            | Cyan Racing Lynk & Co               | Lynk & Co 03 TCR                |           |           | 3       | +3,385                | 1        | 20   |
| 3.      | 68  | Yann EhrlacherLK       | Cyan Racing Lynk & Co               | Lynk & Co 03 TCR                |           |           | 3       | +3,999                | 6        | 16   |
| 4.      | 11  | Thed Björk             | Cyan Performance Lynk & Co          | Lynk & Co 03 TCR                |           |           | 3       | +4,903                | 4        | 13   |
| 5.      | 31  | Tom Coronel            | Comtoyou Racing DHL Team Audi Sport | Audi RS3 LMS TCR                |           | Trophy    | 3       | +12,298               | 3        | 11   |
| 6.      | 29  | Néstor Girolami        | ALL-INKL.COM Münnich Motorsport     | Honda Civic Type R TCR          |           |           | 3       | +15,674               | 7        | 10   |
| 7.      | 16  | Gilles Magnus          | Comtoyou Racing                     | Audi RS3 LMS TCR                | Újonc     | Trophy    | 3       | +21,451               | 9        | 9    |
| 8.      | 18  | Tiago Monteiro         | ALL-INKL.DE Münnich Motorsport      | Honda Civic Type R TCR          |           |           | 3       | +23,256               | 10       | 8    |
| 9.      | 69  | Jean-Karl Vernay       | Team Mulsanne                       | Alfa Romeo Giulietta Veloce TCR |           | Trophy    | 3       | +39,521               | 16       | 7    |
| 10.     | 99  | Boldizs Bence          | Zengő Motorsport Services KFT       | Cupra León Competición TCR      | Újonc     | Trophy    | 3       | +1:54,117             | 12       | 6    |
| 11.     | 55  | Kismarty-Lechner Gábor | Zengő Motorsport Services KFT       | Cupra León Competición TCR      |           | Trophy    | 3       | +3:24,679             | 15       | 5    |
| 12.     | 17  | Nathanaël Berthon      | Comtoyou Racing DHL Team Audi Sport | Audi RS3 LMS TCR                |           | Trophy    | 3       | +6:51,360             | 8        | 4    |
| Ki      | 12  | Santiago Urrutia       | Cyan Performance Lynk & Co          | Lynk & Co 03 TCR                |           |           | 2       | Ütközés               | 14       |      |
| Ki      | 9   | Tassi Attila           | ALL-INKL.DE Münnich Motorsport      | Honda Civic Type R TCR          |           |           | 2       | Ütközés               | 5        |      |
| Ki      | 96  | Mikel Azcona           | Zengő Motorsport Services KFT       | Cupra León Competición TCR      |           |           | 0       | Motorhiba             | 13       |      |
| Ki      | 7   | Jack Young             | Vuković Motorsport                  | Renault Mégane R.S. TCR         | Újonc     | Trophy    | 0       | Baleset               | 11       |      |
| Forrás: |     |                        |                                     |                                 |           |           |         |                       |          |      |

- Újonc — Újonc résztvevők
- Trophy — WTCR Trophy résztvevők

## Második futam
A második futamot szeptember 26-án szombaton rendezték meg pontban 10 órai kezdéssel. Mivel a pályán ismét esős körülmények uralkodtak így a résztvevők ezúttal is egy kört a biztonsági autó mögött tettek meg és csak ezután kezdődhetett meg a 3 körös verseny.
| Poz.    | #   | Versenyző              | Csapat                              | Autó                            | Kategória | Kategória | Körszám | Versenyidő/Kiesés oka | Rajthely | Pont |
| ------- | --- | ---------------------- | ----------------------------------- | ------------------------------- | --------- | --------- | ------- | --------------------- | -------- | ---- |
| 1.      | 68  | Yann EhrlacherLK       | Cyan Racing Lynk & Co               | Lynk & Co 03 TCR                |           |           | 3       | 31:00,926             | 2        | 25   |
| 2.      | 11  | Thed Björk             | Cyan Performance Lynk & Co          | Lynk & Co 03 TCR                |           |           | 3       | +5,835                | 4        | 20   |
| 3.      | 9   | Tassi Attila           | ALL-INKL.DE Münnich Motorsport      | Honda Civic Type R TCR          |           |           | 3       | +11,971               | 3        | 16   |
| 4.      | 96  | Mikel Azcona           | Zengő Motorsport Services KFT       | Cupra León Competición TCR      |           |           | 3       | +16,563               | 6        | 13   |
| 5.      | 29  | Esteban Guerrieri      | ALL-INKL.COM Münnich Motorsport     | Honda Civic Type R TCR          |           |           | 3       | +16,776               | 7        | 11   |
| 6.      | 69  | Jean-Karl Vernay       | Team Mulsanne                       | Alfa Romeo Giulietta Veloce TCR |           | Trophy    | 3       | +22,454               | 8        | 10   |
| 7.      | 100 | Yvan Muller            | Cyan Racing Lynk & Co               | Lynk & Co 03 TCR                |           |           | 3       | +23,106               | 10       | 9    |
| 8.      | 31  | Tom Coronel            | Comtoyou Racing DHL Team Audi Sport | Audi RS3 LMS TCR                |           | Trophy    | 3       | +31,253               | 5        | 8    |
| 9.      | 18  | Tiago Monteiro         | ALL-INKL.DE Münnich Motorsport      | Honda Civic Type R TCR          |           |           | 3       | +33,075               | 12       | 7    |
| 10.     | 12  | Santiago Urrutia       | Cyan Performance Lynk & Co          | Lynk & Co 03 TCR                |           |           | 3       | +34,708               | 15       | 6    |
| 11.     | 29  | Néstor Girolami*       | ALL-INKL.COM Münnich Motorsport     | Honda Civic Type R TCR          |           |           | 3       | +40,644               | 1        | 5    |
| 12.     | 17  | Nathanaël Berthon      | Comtoyou Racing DHL Team Audi Sport | Audi RS3 LMS TCR                |           | Trophy    | 3       | +45,914               | 9        | 4    |
| 13.     | 99  | Boldizs Bence          | Zengő Motorsport Services KFT       | Cupra León Competición TCR      | Újonc     | Trophy    | 3       | +2:27,932             | 14       | 3    |
| 14.     | 55  | Kismarty-Lechner Gábor | Zengő Motorsport Services KFT       | Cupra León Competición TCR      |           | Trophy    | 3       | +4:14,557             | 13       | 2    |
| Ki      | 16  | Gilles Magnus          | Comtoyou Racing                     | Audi RS3 LMS TCR                | Újonc     | Trophy    | 1       | Baleset               | 11       |      |
| Ni      | 7   | Jack Young             | Vuković Motorsport                  | Renault Mégane R.S. TCR         | Újonc     | Trophy    | 0       | Nem indult            |          |      |
| Forrás: |     |                        |                                     |                                 |           |           |         |                       |          |      |

- Újonc — Újonc résztvevők
- Trophy — WTCR Trophy résztvevők
- * — Néstor Girolami a verseny során egy 30 másodperces időbüntetést kapott, melyet a versenyt követően adtak az idejéhez, amiért a versenyeleji biztonsági autós fázis végén szabálytalanul rajtolt.[15]

## Külső hivatkozások
- A nevezési lista
- A hétvége eredményei Archiválva 2020. szeptember 23-i dátummal a Wayback Machine-ben

## A világkupa élmezőnyének állása a verseny után
| H | Versenyzők      | Pont | H | Konstruktőrök                       | Pont |
| - | --------------- | ---- | - | ----------------------------------- | ---- |
| 1 | Yann Ehrlacher  | 92   | 1 | Cyan Racing Lynk & Co               | 152  |
| 2 | Néstor Girolami | 61   | 2 | ALL-INKL.COM Münnich Motorsport     | 101  |
| 3 | Thed Björk      | 61   | 3 | Cyan Performance Lynk & Co          | 95   |
| 4 | Yvan Muller     | 60   | 4 | Comtoyou Racing DHL Team Audi Sport | 68   |
| 5 | Tom Coronel     | 45   | 5 | ALL-INKL.DE Münnich Motorsport      | 53   |